# ديفيد جاكسون (لاعب غولف)
ديفيد جاكسون (بالإنجليزية: David Jackson)‏ هو لاعب غولف أمريكي، ولد في 3 يونيو 1964 في فالدوستا في الولايات المتحدة.

## وصلات خارجية
- ديفيد جاكسون على موقع رابطة لاعبي الغولف المحترفين (الإنجليزية)